# Hydraena inapicipalpis
Hydraena inapicipalpis é uma espécie de insetos coleópteros polífagos pertencente à família Hydraenidae.
A autoridade científica da espécie é Pic, tendo sido descrita no ano de 1918.
Trata-se de uma espécie presente no território português.